# Mordicus
Mordicus war eine finnische Death-’n’-Roll- und Death-Metal-Band aus Joensuu, die im Jahr 1990 gegründet wurde und sich 2000 auflöste.

## Geschichte
Die Band wurde im Jahr 1990 gegründet. Zusammen entwickelten sie die ersten Lieder auf und nahmen Anfang 1991 das erste Demo Abominations of the Earth auf, dem im Juni die Aufnahme des zweiten Demos Grown Under Shade of Sorrow folgte. Dadurch erreichte die Band einen Vertrag mit Skindrill Records, worüber die Band die EP Three Way Dissection 1992 veröffentlichte. Für diese Veröffentlichung wurden drei Lieder von Grown Under Shade of Sorrow neu abgemischt, da nun Robert Arpo als neuer Sänger zu hören war. 1992 erschien ein Promodemo, wodurch die Band einen Vertrag mit Thrash Records erreichte. Bei diesem Label erschien ihr Debütalbum Dances from Left im Jahr 1993. das Album wurde in den Tico-Tico Studios unter der Leitung von Ahti Kortelainen aufgenommen. 1992 veröffentlichte Wild Rags Records das Promodemo unter dem Namen Wrathorn als EP.
Im Jahr 1994 kam Aapi als neuer Bassist zur Band, sodass Arpo, der bisher auch den Bass gespielt hatte, sich nun vollkommen auf den Gesang konzentrieren konnte. 1995 wurde das erste Demo mit dieser neuen Besetzung aufgenommen. Gegen Ende 1999 nahm die Band 15 Lieder auf, die für ein zweites Album gedacht waren. Das Album wurde in den Finnvox Studios in Helsinki gemastert. Die Veröffentlichung wurde mehrfach verschoben, sodass die Band sich im Jahr 2000 auflöste, noch bevor das Album veröffentlicht werden konnte. Im Jahr 2006 veröffentlichte Temple of Darkness Records das Album Dances from Left erneut, wobei Bonuslieder von den bisherigen Demos, sowie von der EP Three Way Dissection enthalten.

## Stil
In ihren Anfangstagen spielte die eine Mischung aus Death Metal und Grindcore, wobei die Musik mit der von Carcass vergleichbar war. Die späteren Werke sind eine Mischung aus klassischem Death Metal und Death ’n’ Roll, wobei die Werke Stücken von Entombed und Dismember ähneln.

## Diskografie
- 1991: Grown Under Shade of Sorrow (Demo, Eigenveröffentlichung)
- 1991: Abominations of the Earth (Demo, Eigenveröffentlichung)
- 1992: Promo Tape '92 (Demo, Eigenveröffentlichung)
- 1992: Three Way Dissection (EP, Skindrill Records)
- 1992: Wrathorn (EP, Wild Rags Records)
- 1993: Dances from Left (Album, Thrash Records)
- 1995: Promo 1995 (Demo, Eigenveröffentlichung)
- 1997: Promo 1997 (Demo, Eigenveröffentlichung)
- 1997: Particular Truths (VHS, Eigenveröffentlichung)
- 1998: Promo 1998 (Demo, Eigenveröffentlichung)
- 1999: Promo 1999 (Demo, Eigenveröffentlichung)